# Étoile variable de type Gamma Cassiopeiae
Les variables de type Gamma Cassiopeiae sont des étoiles variables qui présentent des variations irrégulières de leur luminosité créées par des éjections de matière par l'étoile. Ce sont typiquement des étoiles de type B de la séquence principale ou des étoiles géantes dont les fluctuations de luminosité peuvent atteindre 1,5 magnitude. Leur prototype est Gamma Cassiopeiae (γ Cassiopeiae).

## Variabilité

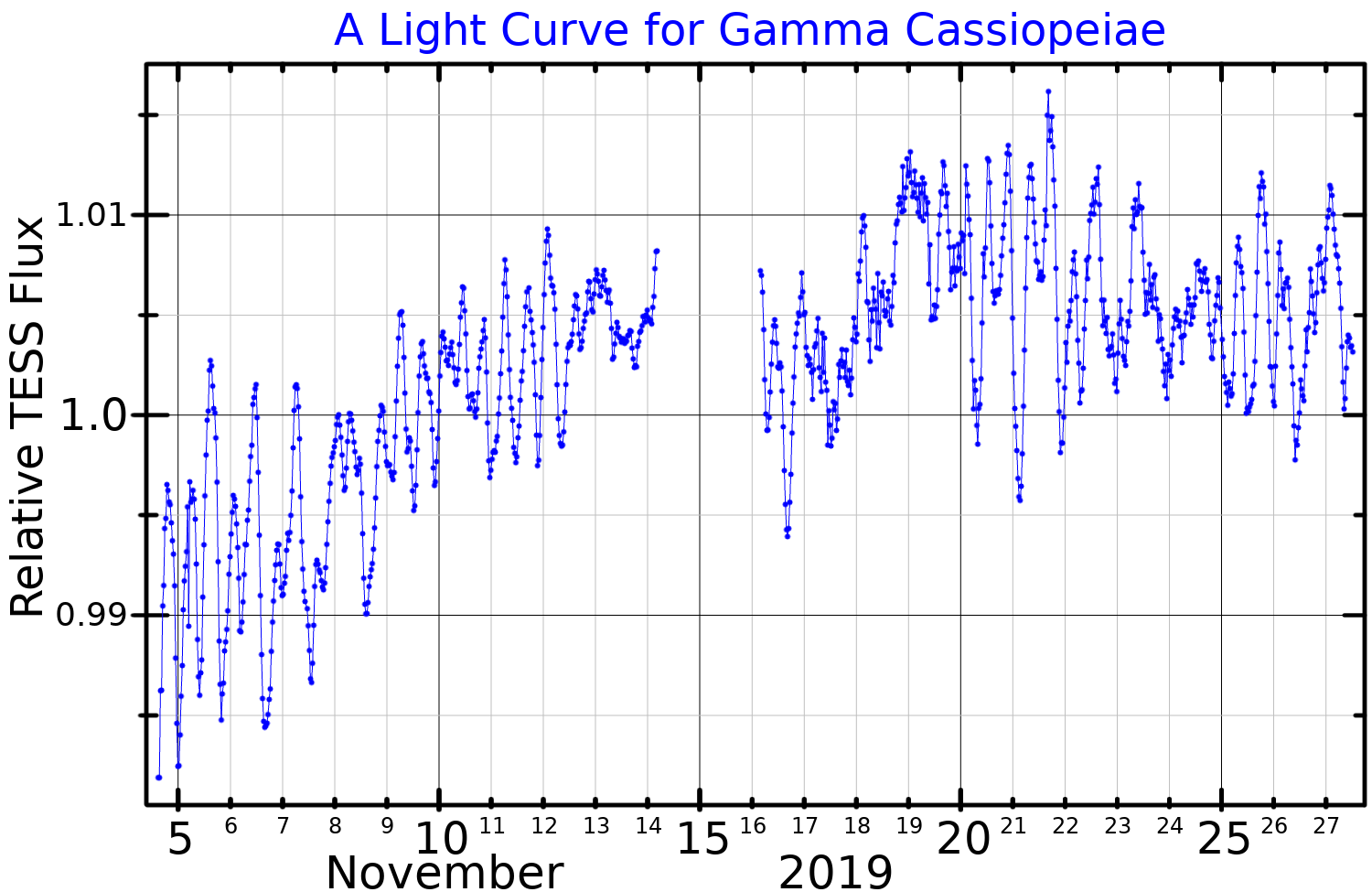
Courbe de lumière de Gamma Cassiopeiae, obtenue à partir des données du télescope spatial TESS et publiées par Labadie-Bartz (2021).

Les variables de type γ Cassiopeiae montrent des fluctuations irrégulières de leur luminosité sur une échelle de temps de plusieurs décennies. Elles ont typiquement une amplitude de l'ordre d'une magnitude. Par exemple, γ Cassiopeiae elle-même brille habituellement autour de la magnitude 2,5 mais elle a varié entre les magnitudes 1,6 et 3,0. Les variations sont associées à des changements dans leur spectre, alternant entre un spectre qui montre des raies d'absorption normales et un spectre d'étoile Be, qui comprend également des caractéristiques d'étoile à enveloppe.
Pléioné et γ Cassiopeiae sont toutes les deux des variables qui présentent des épisodes à enveloppe intermittents, où de fortes caractéristiques d'étoiles à enveloppes apparaissent dans leur spectre et où leur luminosité s'accroît ou décroît significativement. À d'autres moments l'enveloppe n'est pas détectable dans le spectre, et les raies d'émission peuvent même disparaître.
Le General Catalogue of Variable Stars (GCVS) catégorise les étoiles de type γ Cassiopeiae comme des variables éruptives. Il les décrit comme des étoiles géantes ou sous-géantes de classe B à rotation rapide, même si un grand nombre d'entre-elles sont en fait sur la séquence principale. Il les distingue des étoiles Be qui montrent uniquement des variations de luminosité de plus faible amplitude. Le GCVS utilise le code « GCAS » pour désigner les variables de type γ Cassiopeiae.

## Mécanisme
Les variables de type γ Cassiopeiae sont comprises comme des étoiles chaudes qui ont des disques gazeux équatoriaux qui disparaissent périodiquement avant de se reformer, ou qui peut-être persistent mais changent d'échelle de façon radicale. Elle tournent probablement toutes rapidement sur elles-mêmes et la plupart peuvent être classées comme des étoiles Be. Souvent, ce sont également des étoiles à enveloppe au moins une partie du temps. Leur disque est alors vu de côté, produisant des raies d'absorption très étroites en plus des raies photosphériques plus larges et des possibles raies d'émission. Indépendamment du fait que ce soient ou non des étoiles à enveloppe au sens strict, les périodes durant lesquelles elles produisent des disques marqués et où leur luminosité s'accroît sont connus comme des « événements à enveloppes ».

## Voir également
- 27 Canis Majoris